# Винник Олег Анатолійович
Оле́г Анато́лійович Ви́нник (нар. 31 липня 1973, Вербівка, Черкаської області) — український співак, автор пісень та актор. З 2022 року розбудовує кар'єру за межами України, зокрема в Німеччині, де постійно проживає і працює під псевдонімом OLEGG.

## Ранні роки
Народився 31 липня 1973 року в селі Вербівка Кам'янського району Черкаської області у родині працівників ферми. Пізніше родина переїхала у село Червоний Кут, де Винник закінчив середню школу. Грав на гітарі в самодіяльному ВІА. Виступав на сцені Черкаського товариства сліпих, членом якого була його мати, Винник Ганна Яківна.
Продовжив освіту в канівському училищі культури на спеціальності «Керівник самодіяльного народного хору». У рамках програми культурного обміну проходив стажування у Німеччині, зокрема, у Фірзені. На вулицях Фірзена він уперше побачив афішу мюзиклу «Привид опери», після чого зацікавився цим жанром.
Після училища працював у Черкаській обласній філармонії артистом та солістом Черкаського заслуженого українського народного хору ім. Шевченка. Одночасно готувався до роботи за кордоном — брав приватні уроки німецької. У 1996—1997 роках працював за програмою Au pair у німецькому Біненбюттелі. Працював гувернером для синів тамтешнього хірурга. Після закінчення робочого контракту за програмою Au pair ненадовго повернувся в Україну.
Одночасно з роботою, протягом двох років, брав приватні уроки вдосконалення техніки співу в американського піаніста, викладача вокалу Джона Лімана у Гамбурзі. До цих занять Олег співав баритоном, після них — вокальний спектр значно розширився, співак опанував новий для себе голосовий діапазон лірико-драматичного тенора[джерело?].

## Музична кар'єра

### Соліст мюзиклів
Під час перебування у Німеччині отримав пропозицію Люнебурзького театру з Нижньої Саксонії, де продовжив кар'єру, виконуючи партії в опері «То́ска» Пуччіні й опереті «Паґаніні» Леґара у театрі Люнебурга. Два роки навчався в Гамбурзі під керівництвом викладача вокалу Джона Лемана. Перші проби в жанрі мюзиклу — ролі Люченціо («Kiss me Kate» (1999—2001), Фебуса і Клопена («Der Glöckner von Notre Dame» (2001—2002). Наступні два роки виконував дві ролі у мюзиклі «Titanic»: капітана Роберта Хітченса і Брико, пасажира другого класу, а також працював в ансамблі.
Далі грав роль Жана Вальжана у мюзиклі «Знедолені» («Les miserables») за однойменним романом Віктора Гюго. Роль Жана Вальжана у «Знедолених» Олег Винник виконував 285 разів. Його незмінним партнером на сцені був Уве Крегер — зірка мюзиклів у Німеччині, який виконував роль інспектора Жавера. Наступною роллю стала роль Чорного принца — Смерті у мюзиклі «Елізабет» («Elisabeth»), яку Олег почав виконувати у 2005 році.
Для полегшення вимови європейцями свого імені взяв сценічне ім'я OLEGG.
З початку 2005 року виконував головну роль у мюзиклі Elisabeth — Der Tod (Чорний принц, Смерть) в одному з театрів Штутгарта.
З 2007 року з мюзиклом «Les Misérables» гастролював Швейцарією.

### Сольна кар'єра
Свою першу пісню «Аромат моей мечты» за словами артиста він написав у 2003 році. Перші сольні виступи були ще у Німеччині. 2004 року Виступав на гала-концертах «Künstler gegen AIDS» («Митці проти СНІДу») та Лікарі для країн Третього світу у Берліні [джерело?]. У 2005 році Винник виступав на Гала-концерті проти катастрофи в Азії «Höre auf dein Herz» («Прислухайся до свого серця») у Берліні.
У 2006 році після чергового виступу Винник зустрівся з Олександром Горбенком, бізнесменом без досвіду роботи з артистами, який став продюсером Винника в Україні.
У 2011 році співак повернувся до України й презентував дебютний альбом «Ангел». Його почали запрошувати на збірні концерти, в тому числі на Майдані Незалежності, на День міста Києва. У 2012 році він видав другий альбом «Счастье».
У 2013 році Олег Винник видав перший україномовний альбом «Роксолана».
У березні 2022 року випустив кавер-версію на музику гімну України на знак підтримки у протистоянні України російському воєнному вторгненню.

### Концертна діяльність
Перші сольні концерти Винника з програмою «О тебе» відбулися 2013 року в Миколаєві та Ялті.
- 7 жовтня 2013 року Олег Винник вирушив у всеукраїнський концертний тур, що завершився в травні 2014 року Великим сольним концертним шоу «Щастя» у Національному палаці мистецтв «Україна». Рівно сто концертів і сто аншлагів менш ніж за рік[22].
- 8 лютого 2014 року Олег Винник представляв Україну з концертною програмою на зимових Олімпійських іграх в Сочі.
- 20 вересня 2014 року стартував Всеукраїнський благодійний тур Олега Винника містами України в рамках спільного проєкту з Благодійним фондом «Шлях до майбутнього»[23].
- 21 листопада відбувся Великий сольний концерт Олега Винника в Національному палаці «Україна». Прем'єра пісень «Русалка», «Кто я».
- 31 березня та 1 квітня 2016 року відбулися два сольні концерти в Національному палаці «Україна» та презентація програми «Я не устану»[24][25].
- З 2017 року почав збирати стадіони, вперше — у Сумах[26].
- 5, 7 і 8 березня 2017 року Винник дав три сольних концерти в Національному палаці «Україна»[27]. Для реалізації шоу було змонтовано багаторівневу сцену з трьома подіумами. Артист презентував нову концертну програму «Моя душа» і вирушив у гастрольний тур містами України та Білорусі[28].
- 20 травня 2018 року Олег Винник вирушив у Великий стадіонний тур, який охопив головні сцени України та Білорусі, а також більше 10-ти стадіонів, програма «Ты в курсе»[29]. 2 червня 2018 року відбувся один з найбільш масштабних концертів Винника — на Арені «Львів» артист зібрав понад 20 тис. глядачів[30]. Завершилось турне 7 листопада концертом у Київському Палаці спорту.[31]
- 3 липня став хедлайнером фестивалю Atlas Weekend. За даними організаторів Винник зібрав 150 тисяч глядачів, що є рекордом для артиста[32][33].
- У березні-квітні 2019 року Олег Винник здійснив мінітур із програмою «Для мене ти — золота»[34].
- У травні 2019 року відбувся перший Європейський тур Олега Винника[35].
- 14 травня 2019 року дав безкоштовний концерт у пам'ять про батьків у рідному селі Червоний Кут Черкаської області, зібравши понад 30 тис. глядачів[36].

## Особисте життя
Винник неохоче розповідає про особисте життя українським ЗМІ після набуття популярності. 2018 року журналісти ТСН дізналися від односельців, що дружина Винника — Таїсія Сватко (сценічне ім'я — Таюне) — на рік молодша за нього. У них є син-підліток, який навчається в Німеччині. Схожу інформацію повідомляв сам Винник німецькому виданню.

## Політична діяльність
2019 року підтримав Аграрну партію на чолі з Михайлом Поплавським на парламентських виборах.
У вересні 2019 року знявся для пропагандистського кліпу з російськими артистами та діячами, що підтримали початок тимчасової анексії Криму: Валерія, Володимир Познер, Ігор Крутий, Тамара Гвердцителі. Це викликало суттєвий резонанс серед українського суспільства, викликавши обурення у патріотично налаштованої частини населення. Після цього артиста було додано до бази даних сайту «Миротворець».

## Робота в кіно
Паралельно з роботою в мюзиклі, молодий актор знімається в телесеріалі «Unser Charly», який транслювався в 80 країнах світу протягом 10 років, в ролі Миколи Бугайова, Німеччина.
Вересень 2005 року — на запрошення провідного німецького телеканалу ZDF знімався в німецькому фільмі «Eine Liebe in Königsberg» («Кохання у Кенігсберзі»), за участю зірок кіно і телебачення — Вольфганга Штумпфа і Крістіана фон Берше (Німеччина), а також Чулпан Хаматової (Росія). Режисер — Пітер Кахейн. Прем'єра фільму відбулась 30 квітня 2006 року на каналі ZDF, Німеччина.
24 травня на екрани кінотеатрів вийшла сімейна анімація «Зачарований принц», в якій співак виступив актором українського дубляжу, озвучивши головного героя — принца Філіпа. Режисер мультфільму — Росс Венокур. Саундтреком до мультфільму була обрана пісня з третього студійного альбому артиста «Роксолана» — «Дай мені помріяти». На цю композицію напередодні прем'єри анімаційного фільму співак знімає кліп.
4 жовтня вийшов фільм «Скажене весілля», в якому Олег Винник зіграв епізодичну роль, самого себе (камео). Режисер — Влад Дикий.

### Фільмографія
- 2003 — Документальний фільм — Les misérables — Ein Musical für Berlin — Жан Вальжан
- 2005 — Комедійний серіал — Unser Charly — Nicolai Bugajev
- 2006 — Комедія, драма — Eine Liebe in Königsberg — Russischer Zugbegleiter
- 2018 — Комедія — «Скажене весілля» — камео
- 2019 — Комедія — «Скажене весілля 2» — камео

### Озвучування
- 2018 — Зачарований принц — Принц Філіп (актор дубляжу)

## Телепроєкти
- 2017—2018 — «Х-Фактор», 8 і 9 сезон (журі);
- 2018—2019 — ведучий хіт-параду на М1;
- 2019 — ведучий другого тижня «Танців з зірками»;
- 2020 — учасник «Танців з зірками»;
- 2021 — детектив шоу «Маска»;
- 2021 — зірковий тренер в шоу «Голос країни» (одинадцятий сезон).

## Дискографія
1. 2011— «Ангел»
2. 2012— «Счастье»
3. 2013— «Роксолана»
4. 2015— «Я не устану»
5. 2018— «Ты в курсе»
6. 2018— «Як жити без тебе»

## Відеокліпи
| Рік  | Назва пісні                | Режисер                           | Альбом                                     |
| ---- | -------------------------- | --------------------------------- | ------------------------------------------ |
| 2007 | «Аромат моей мечты»        | Андрій Рожен                      | «Ангел»                                    |
| 2008 | «Птица»                    | Андрій Рожен                      | «Ангел»                                    |
| 2011 | «Каменная ночь»            | Олександр Литвиненко              | «Ангел»                                    |
| 2011 | «Ангел»                    | Олексій Соболєв, Михайло Коротєєв | «Ангел»                                    |
| 2012 | «Игра в любовь»            | Oliver Sommer                     | «Я не устану»                              |
| 2012 | «Как будто нежность»       | Олександр Литвиненко              | «Ангел»                                    |
| 2012 | «Счастье»                  | Алла Карналлі                     | «Счастье»                                  |
| 2013 | «Вовчиця»                  | Олександр Сюткін                  | «Роксолана»                                |
| 2013 | «С Новым Годом!»           | Олександр Сюткін                  | «Ангел»                                    |
| 2014 | «Здравствуй, невеста»      | Андрій Кирющенко                  | «Счастье»                                  |
| 2016 | «Нино»                     | Олена Вінярська                   | «Я не устану»                              |
| 2017 | «Як жити без тебе»         | Олена Вінярська                   | -                                          |
| 2018 | «Дай мені помріяти»        | Антон Шатохін                     | «Роксолана» OST фільму «Зачарований Принц» |
| 2018 | «Ты в курсе» [Lyric Video] | Олена Вінярська                   | «Ты в курсе»                               |
| 2018 | «Найкращий день»           | Леонід Колосовский                | OST фільму «Скажене весілля»               |
| 2019 | «Роксолана»                | Олена Вінярська                   | «Роксолана»                                |
| 2019 | «Пчела Майя»               | Олена Вінярська                   | «Ты в курсе»                               |
| 2020 | «Безумная Любовь»          | Катя Царик                        |                                            |
| 2021 | «На щастя»                 | Максим Шелковников, Денис Маноха  |                                            |
| 2021 | «Діаманти»                 |                                   |                                            |

## Нагороди і відзнаки
- 2007 — «Bad Hersfeld Sommerfestspiele» — Сертифікат від бургомістра м. Бад-Герсфельд та приз глядацьких симпатій «Zuschauerpreis 2007» — спеціальна каблучка — за роль Жана Вальжана в мюзиклі «Les Miserables», Німеччина[50]
- 2014 — переможець премії Пісня року 2014 від телеканалу «Інтер»  за пісню «Счастье»[51]
- 2018 — Viva! Найкрасивіші — Найкрасивіший чоловік[52]
- 2018 — M1 Music Awards. 4 сезони — Співак зими
- 2018 — Золота Жар-птиця — «Співак року», «Народний хіт»[53]
- 2018 — M1 Music Awards. 4 сезони — «Проєкт осені» (дует с Потапом)
- 2018 — M1 Music Awards. 4 сезони — Співак року[54]
- 2018 — «Найкраща пісня року» у програмі «Музична платформа» телеканалу Україна, пісня «Як жити без тебе»[55]
- 2019 — перемога у номінації «Народний хіт» премії Золота Жар-птиця за пісню «Найкращий день» (OST «Скажене Весілля»)[56]
- 2019  — журнал «Фокус» включив Олега Винника в ТОП-3 найуспішніших зірок українського шоу-бізнесу[57]
- 2019  — музична премія Top Hit Music Awards, перемога у номінації «Найкращий виконавець YouTube Ukraine»